# Pempsamacra tillides
Pempsamacra tillides är en skalbaggsart som beskrevs av Newman 1838. Pempsamacra tillides ingår i släktet Pempsamacra och familjen långhorningar. Inga underarter finns listade i Catalogue of Life.